# Marcelo de Tânger
São Marcelo (em latim: Marcellus) é um dos padroeiros de Leão, na Espanha. Ele foi um centurião da Legio VII Gemina que nasceu e viveu em Leão durante a segunda metade do século III.
O lugar onde vivia sua família se supõe próximo à muralha de Leão e à porta do poente, na via que hoje em dia é conhecida como Rua Ancha e que conserva uma capela denominada Capela do Cristo da Vitória, pela imagem de Cristo que está em seu interior.
Marcelo foi casado com Santa Nonia, ou Nona, e teve doze filhos: Claudio, Lupercio, Victorio, Facundo, Primitivo, Emeterio, Celedonio, Servando, Germano, Fausto, Jenuario e Marcial.
A história diz que o motivo de sua martirização foi que, celebrando a festa pelo nascimento do imperador Maximiano em julho de 298, São Marcelo tornou pública sua crença cristã e sua única adoração ao Deus do Céu e da Terra, jogando ao chão seus atributos militares. Por esse motivo, foi preso e enviado a Tânger para ser julgado pelo prefeito Agricolao.
Em 29 de outubro de 298, foi condenado à morte por decapitação. Segundo as tradições locais, foi o primeiro bispo de Sevilha.